# Meridiano 83 W
O meridiano 83 W é um meridiano que, partindo do Polo Norte, atravessa o Oceano Ártico, América do Norte, Oceano Atlântico, Mar do Caribe, América Central, América do Sul, Oceano Pacífico, Oceano Antártico, Antártida e chega ao Polo Sul. Forma um círculo máximo com o Meridiano 97 E.
Começando no Polo Norte, o meridiano 83º Oeste tem os seguintes cruzamentos:
| País, território ou mar  | Notas                                                                              |
| ------------------------ | ---------------------------------------------------------------------------------- |
| Oceano Ártico            |                                                                                    |
| Canadá                   | Nunavut - Ilha Ellesmere                                                           |
| Jones Sound              |                                                                                    |
| Canadá                   | Nunavut - Ilha Devon                                                               |
| Estreito de Lancaster    |                                                                                    |
| Canadá                   | Nunavut - Ilha de Baffin                                                           |
| Estreito de Fury e Hecla |                                                                                    |
| Canadá                   | Nunavut - Ilha Liddon, Península de Melville (continente) e Ilha Winter            |
| Bacia de Foxe            |                                                                                    |
| Canadá                   | Nunavut - Ilha Southampton                                                         |
| Estreito de Evans        |                                                                                    |
| Canadá                   | Nunavut - Ilha Coats                                                               |
| Baía de Hudson           |                                                                                    |
| Canadá                   | Nunavut - pequena ilha sem nome Ontário - continente e Ilha Manitoulin             |
| Lago Huron               |                                                                                    |
| Estados Unidos           | Michigan - passa em Detroit                                                        |
| Canadá                   | Ontário                                                                            |
| Lago Erie                |                                                                                    |
| Estados Unidos           | Ohio Kentucky Virgínia Tennessee Carolina do Norte Carolina do Sul Geórgia Flórida |
| Golfo do México          | Passa a oeste das ilhas Dry Tortugas, Flórida, Estados Unidos                      |
| Cuba                     |                                                                                    |
| Mar das Caraíbas         | Golfo de Batabanó                                                                  |
| Cuba                     | Isla de la Juventud                                                                |
| Mar das Caraíbas         | Passa pelas Miskito Cays, Nicarágua · Passa entre as Ilhas do Milho, Nicarágua     |
| Costa Rica               |                                                                                    |
| Panamá                   | Cerca de 8 km                                                                      |
| Costa Rica               | Cerca de 4 km                                                                      |
| Oceano Pacífico          |                                                                                    |
| Oceano Antártico         |                                                                                    |
| Antártida                | Território reivindicado pelo Chile (Antártida Chilena)                             |